# 火山口水库
火山口水库是中国湖北省宜昌市枝江市境内的一座水库，位于玛瑙河支流上，建于1976年。水库正常库容为1305万立方米，集雨面积为21.26平方千米，海拔为127.2米。